# Purperbaardhelmkolibrie
De purperbaardhelmkolibrie (Oxypogon stuebelii) is een vogel uit de familie der kolibries (Trochilidae).

## Verspreiding en leefgebied
De purperbaardhelmkolibrie is endemisch voor het centrale deel van de Andes in Colombia. Ze leven hier in mossige páramo met bestanden van Espeletia hartwegiana.

## Status
De soort is alleen bekend binnen de grenzen van het ca. 583 km² grote Nationaal Park Los Nevados en staat op de Rode Lijst van de IUCN geclassificeerd als kwetsbaar.